# Heikki von Hertzen

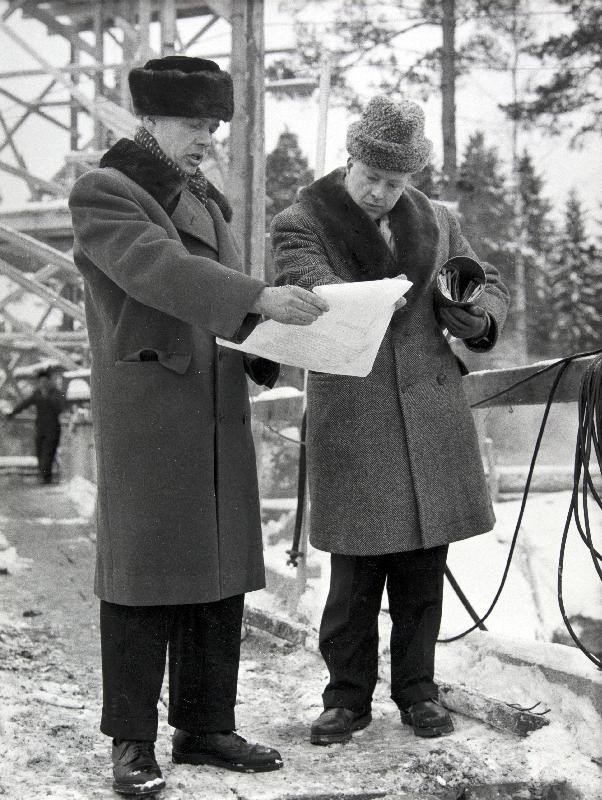
Heikki von Hertzen och Jorma Aaltonen (1958).

Heikki Olavi Frithiof von Hertzen, född 21 november 1913 i Viborg, död 10 april 1985 i Fuengirola, Spanien, var en finländsk jurist och stadsplanerare. Han blev känd som initiativtagare till och grundare av trädgårdsstaden Hagalund i Esbo.
Efter studentexamen 1931 avlade von Hertzen högre rättsexamen 1940 och blev vicehäradshövding 1947. Han förestod Hantverksbankens filialer i Helsingfors och Tammerfors 1941–1942 och blev verksamhetsledare på det nygrundade befolkningsförbundet Väestöliitto 1943. Han utformade där en samhälls- och stadsplaneringsideologi, som placerade familjen och barnet i förgrunden. Som praktiska målsättningar sattes goda, fungerande bostäder samt hygieniskt och moraliskt berättigad boendemiljö. Han såg de tätt byggda stadskvarteren som destruktiva miljöer för barn i uppväxtåldern och debatterade detta flitigt.  Han hade 1945 företagit en studieresa i de övriga nordiska länderna, och i skriften Koti vaiko kasarmit lapsillemme (1946), jämförde han de trånga finländska stadskvarteren med nya, öppna radhus- och bostadsområden utanför stadskärnorna i grannländerna. 
Med skicklighet och god organisationsförmåga lyckades von Hertzen samla ett stort antal ledande fackföreningar och organisationer bakom tanken att bygga ett nytt bostadsområde. För ändamålet grundades Bostadsstiftelsen 1951, med von Hertzen som styrelseordförande. Stiftelsen övertog Hagalunds gårds marker i Esbo, som tidigare hade inköpts av befolkningsförbundet. Under von Hertzens starka ledning genomdrevs det storslagna projektet, som vann erkännande även internationellt. Han verkade vid befolkningsförbundet fram till 1965, varefter han övertog direktörskapet för Bostadsstiftelsen och ledde den till 1979. Hagalundprojektet medförde ett stort antal förtroendeuppdrag och hedersbetygelser. Han blev teknologie hedersdoktor 1974 och tilldelades professors titel samma år.